# Andrew Susac
Andrew Susac (né le 22 mars 1990 à Roseville, en Californie, aux États-Unis) est un receveur de la Ligue majeure de baseball.

## Carrière
Andrew Susac est repêché par les Phillies de Philadelphie au 19e tour de sélection en 2009, mais il repousse l'offre pour plutôt quitter son école secondaire et joindre les Beavers de l'université d'État de l'Oregon. Il s'engage avec les Giants de San Francisco, qui le choisissent en 2e ronde du repêchage amateur de 2011.
Susac fait ses débuts dans le baseball majeur avec les Giants le 26 juillet 2014. Il réussit pour la première fois un coup sûr dans les majeures le 30 juillet suivant contre le lanceur Charlie Morton des Pirates de Pittsburgh. Son premier circuit au plus haut niveau est réussi le 20 août aux dépens d'Edwin Jackson des Cubs de Chicago. Une curiosité statistique est liée aux débuts de Susac dans les majeures : le 1er septembre 2014, les Giants terminent au Colorado un match amorcé au même endroit contre les Rockies le 22 mai précédent, mais suspendu en raison de la météo défavorable. Susac jouait encore dans les mineures le 22 mai, mais fait partie de l'effectif des Giants trois mois et demi plus tard, et entre en jeu lorsque le match reprend. Dans les statistiques officielles de la MLB, le premier match joué par Susac dans les majeures est donc celui du 22 mai, même si en réalité il n'a foulé le terrain que le 1er septembre : son simple contre Christian Friedrich des Rockies en 8e manche de cette partie est donc officiellement son premier coup sûr dans les majeures,.
En 35 matchs joués et 95 passages au bâton en 2014, Susac maintient une moyenne au bâton de ,273 pour les Giants, avec 24 coups sûrs, trois circuits et 19 points produits. Substitut du receveur étoile Buster Posey après que Hector Sánchez soit mis hors-jeu par deux commotions cérébrales, Susac fait ses débuts en séries éliminatoires le 4 octobre 2014 dans le deuxième duel de la Série de divisions opposant les Giants aux Nationals de Washington et récolte son premier coup sûr en matchs d'après-saison le 12 octobre dans la seconde rencontre de la Série de championnat de la Ligue nationale face aux Cardinals de Saint-Louis. Susac fait partie de l'équipe des Giants championne de la Série mondiale 2014.
Le 1er août 2016, les Giants échangent Andrew Susac et le lanceur droitier des ligues mineures Phil Bickford aux Brewers de Milwaukee contre le lanceur de relève gaucher Will Smith.